# 沃澤拉
40°43′N 8°5′W / 40.717°N 8.083°W
沃澤拉（葡萄牙語：Vouzela），是葡萄牙的城鎮，位於該國中北部，由維塞烏區負責管轄，始建於1836年，面積193.69平方公里，2011年人口10,564，該城鎮人口密度每平方公里54.54人。